# Ушаков, Владимир Петрович (актёр)
Влади́мир Петро́вич Ушако́в (1 июня 1920, Москва — 17 июля 2011, там же) — советский и российский актёр театра и кино, заслуженный артист РФ (2000).

## Биография
Владимир Петрович Ушаков родился 1 июня 1920 года в Москве. Как и у многих артистов старшего, почти ушедшего поколения, сведений о детских годах в биографии Ушакова не сохранилось. Известно только, что его родители работали на заводе.
В 1941 году окончил Театральное училище имени Б. В. Щукина.  Среди его педагогов были актёры театра имени Вахтангова Вера Львова, Цецилия Мансурова, Иосиф Толчанов и Леонид Шихматов.  Начало карьеры Ушакова пришлось на годы Великой Отечественной войны. По распределению он был назначен в Театр драмы и комедии, но оттуда сразу перешел во фронтовой филиал Малого театра. С 1947 по 1950 год работал в Потсдаме, где базировался Театр группы Советских войск в германии ГСВГ. По возвращении на родину непродолжительное время прослужил в театре, которым руководил Михаил Астангов.
В 1952 году был принят в труппу Театра сатиры, в котором служил более 50 лет.
В 1953 году последовала роль бригадира колхоза Максима Орлова, сделавшая артиста звездой советского экрана. Фильм «Свадьба с приданым» полюбился зрителям, а песни «На крылечке твоем» и «Куплеты Курочкина» распевала без преувеличения вся страна.
27 октября 2000 года был удостоен звания «Заслуженный артист Российской Федерации».
В последние годы тяжело болел. В 2007 году был срочно доставлен в одну из московских больниц, из-за  плохого самочувствия и сильных болей в сердце. Причиной сильных болей стали сбившиеся настройки вживленного в сердце кардиостимулятора. Чтобы отрегулировать сложную медицинскую технику, актёра перевели в специализированную клинику.

Плита колумбария Ваганьковского кладбища, где находится прах Владимира Ушакова.

Скончался 17 июля 2011 года в Москве в возрасте 91 года в результате третьего инфаркта. По словам супруги актёра Веры Васильевой, ему стало плохо во время отдыха на Клязьминском водохранилище, после чего была вызвана «скорая медицинская помощь». Скончался по дороге в ближайшую московскую клинику.
Соболезнования родным и близким выразил Мэр Москвы Сергей Собянин.
Прощание с Ушаковым состоялось 20 июля 2011 года в НИИ им. Склифосовского. Гражданская панихида прошла в 10 утра, после чего тело актёра было кремировано. Урна с его прахом находится в колумбарии Ваганьковского кладбища.

## Семья
Ушаков был женат с 1956 года и до своей смерти на Вере Васильевой (1925—2023), актрисе, народной артистке СССР. Детей у супружеской четы не было.

## Творчество

### Роли в кино
- 1944 — Морской батальон — матрос с крейсера «Киров»
- 1953 — Свадьба с приданым — Максим Николаевич Орлов — главная роль
- 1959 — Обнажённая со скрипкой (телеспектакль) — Колин
- 1969 — Швейк во второй мировой войне (телеспектакль) — фон Бок
- 1971 — Когда море смеётся (телеспектакль) — Стеффорд
- 1974 — Георгий Седов — эпизод
- 1974 — Маленькие комедии большого дома (телеспектакль) — Михаил, муж одной из хористок
- 1976 — Как важно быть серьёзным (телеспектакль) — Мерримен
- 1978 — Прошлогодняя кадриль — эпизод
- 1982 — Ревизор (телеспектакль)— Степан Ильич Уховёртов — частный пристав
- 1983 — Жаркое лето в Кабуле — эпизод
- 1985 — Следствие ведут ЗнаТоКи. Полуденный вор — Витюшка Клячко
- 1990 — Продавец снов — эпизод
- 1995 — Без ошейника
- 1995—1996 — Уик-энд с детективом
- 2000 — Нам — 75! — Поливанов

### Озвучивание
- 1968—1970 — Маугли — Каа

### Документальные фильмы и телепередачи
- «Вера Васильева. „Секрет её молодости“» («Первый канал», 2010)[10]
- «Вера Васильева. „С чувством благодарности за жизнь“» («Первый канал», 2020)[11][12]